# Devil May Cry 4
Devil May Cry 4 — компьютерная игра в жанре action-adventure, разработанная и изданная компанией Capcom. Игра является четвёртой в серии и продолжением игры Devil May Cry 3: Dante’s Awakening, а также первой игрой в серии, разработанной для консолей седьмого поколения. Игра была выпущена 31 января 2008 года для платформ PlayStation 3 и Xbox 360. Версия для Windows вышла в июле того же года. В России версия игры для компьютеров была полностью локализована студией 1С и вышла 5 сентября 2008 года.
В 2015 году было выпущено улучшенное переиздание игры, Devil May Cry 4: Special Edition, для платформ PlayStation 4 и Xbox One и ПК под управлением Windows.

## Игровой процесс
В сравнении с предшественницами, суть игрового процесса Devil May Cry 4 осталась неизменной: игроку предстоит перемещаться по линейным игровым локациям, решая встречающиеся на пути головоломки и уничтожая полчища противников. Сражение с монстрами происходит посредством проведения комбо-цепочек с холодным и огнестрельным оружием, а также используя индивидуальные способности разных персонажей.
Игрок также может развивать персонажа. За пройденные миссии игрок получает Красные Сферы, а также Гордые Души (англ. Proud Souls). Теперь именно на них игрок покупает новые приёмы, способности и улучшения для персонажа, тогда как Сферы распространяются лишь на предметы. Помимо приёмов у каждого персонажа есть способность превращения в демона (англ. Devil Trigger). Способность постепенно восстанавливает здоровье, делает персонажа более стойким и сильным, а также усиливает некоторые приёмы.
В игре присутствует два игровых персонажа, между которыми есть некоторые различия:

### Неро
Новым героем в серии является Неро. Основным его оружием являются меч «Алая королева» (англ. Red Queen) и двуствольный револьвер «Голубая роза» (англ. Blue Rose). У него есть возлюбленная — Кирие. У меча есть особенность в виде трёхступенчатого EX-заряда, с помощью которого атаки меча усиливаются, растрачивая при этом один заряд; если используется 2 или 3 заряда, то персонаж использует видоизменённый усиленный вид приёма. Главной особенностью персонажа является его демоническая рука — «Devil Bringer». С её помощью дается возможность проводить особые приёмы против различных врагов и боссов, притягивать их к себе или самому притягиваться к ним. При использовании дьявольского обличья, за спиной Неро появляется призрачная душа Нело Анджело в дьявольском обличье с мечом «Ямато» в руках, повторяющая атаки самого Неро.

### Данте
Примерно с середины игры игроку дают возможность играть за Данте. Игра за персонажа идентична таковой в Devil May Cry 3, но с несколькими изменениями: теперь игроку доступны четыре (позже открывается пятый) боевых стиля сразу, между которыми игрок имеет возможность переключаться прямо во время боя. Стили не нужно развивать, убивая монстров, — игрок может купить новый уровень для любого стиля. Теперь Данте имеет возможность носить всё найденное в игре оружие с собой. При использовании дьявольского обличья приёмы Данте усиливаются, а слабые монстры не могут его оглушить при ударе.

## Сюжет
Действие игры разворачивается в городе Фортуна (англ. Fortune), которым руководит Орден Меча, поклоняющийся Темному Рыцарю Спарде и защищающий город от демонов.
События игры начинаются с того, что во время утренней молитвы в храм врывается Данте, который убивает Его Святейшество, лидера Ордена, а также большинство рыцарей. Остановить убийцу удается новому герою — Неро. После нападения начинается массовая атака демонов на город. Пока другие рыцари пытаются противостоять им, Неро следует по следам Данте, чтобы убить его. Он направляется в заснеженные горы, в замок Ордена, внутри которого находит тайную лабораторию. Тем временем Санктус, Его Святейшество, «пробуждается», обретя после воскрешения новые силы.
В лаборатории Неро сталкивается с Агнусом — подпольным учёным Ордена. Поначалу творениям Агнуса удается одолеть Неро. Однако внутри героя просыпается демон, который позволяет ему не только выжить, но и открыть в себе новые способности благодаря мечу Ямато, который Неро восстановил. Из замка Неро отправляется в штаб-квартиру Ордена через леса Фортуны. В это время Санктус устраивает собрание. Услышав сказанное Агнусом, Санктус велит Кредо найти Неро и привести его к нему. Поиски Данте берет на себя Глория.
Тем временем Неро пересекает лес и направляется к главному зданию Ордена. На подходе ко дворцу Неро сталкивается с Кредо. На вопросы Неро о том, что же происходит на самом деле, Кредо «отвечает» агрессивной атакой. Увидев силу Неро, Кредо принимает свою демоническую форму, однако это не спасает его, и он терпит сокрушительное поражение. Неожиданно появляется Кирие, которая видит, как Неро избивает Кредо, и замечает демоническую руку Неро. Вдобавок к этому её берет в заложники Агнус, чтобы манипулировать Неро. Неро бежит вслед за ними, но творения Агнуса уносят Кирие из дворца.
Неро продолжает свой путь, уйдя вглубь дворца. В покоях Санктуса он вновь сталкивается с Данте, который хочет забрать меч своего брата Ямато. Неро вступает с ним в бой, но проигрывает. Несмотря на это, Данте позволяет юноше временно оставить Ямато себе. После этого Неро попадает к статуе Спасителя, наверху которой находится Санктус, удерживающий Кирие. Неро нападает на Санктуса и почти одолевает его, но тот использует Спасителя, чтобы победить Неро и заключить его внутри статуи-божества. Кредо пытается вызволить Неро, но получает от Санктуса удар мечом Ямато в живот. Спаситель поглощает Неро и его энергию. Кредо умирает на руках Данте, перед смертью попросив его вызволить Кирие и Неро, и Данте соглашается, неспособный отказать в последней просьбе. Орден же получает Ямато, с помощью которого наконец удается выпустить и подчинить демонические орды.
Пока Неро в заточении, в дело вступает сам сын Спарды. Так как Спаситель находится в самом городе, Данте приходится проделать обратный путь: из главного дворца, через лес и заснеженные горы, в Фортуну. При этом Данте уничтожает всех боссов, которых Неро лишь загонял обратно в преисподнюю, при этом уничтожая врата, из которых они появляются. Последним делом он забирает себе Ямато, после чего с помощью этого же меча уничтожает последние, настоящие врата. Теперь его цель — сам Спаситель. Данте вступает с ним в бой. Ему удается ослабить его и отправить Ямато прямо внутрь создания, чтобы вызволить Неро. Последний освобождается и направляется за Санктусом.
Пока Данте снаружи сражается со Спасителем, Неро приходится преодолеть хитрую систему внутри существа, чтобы дойти до Санктуса. Используя свой меч Ямато, Неро побеждает Его Святейшество и освобождает Кирие. Несмотря на это, Санктус сливается со Спасителем, чтобы попытаться убить Неро. Чтобы окончательно уничтожить Санктуса, Неро использует всю мощь своей демонической руки. После этого Данте уходит, подарив Неро меч Ямато.
После финальных титров следует небольшая юмористическая сцена, из которой мы видим, что «усилия» Данте не окупились (его часть выручки оказалась крайне скудна). Тем временем в офис поступает звонок с новым заказом.

## Разработка и выпуск
Работа над игрой началась почти сразу после завершения работы над Devil May Cry 3: Special Edition, а первый тизер, в котором Данте бежит по заснеженной местности, был показан на выставке E3 2005 в рамках презентации Sony по предстоящим играм тогда ещё невышедшей PlayStation 3. В сентябре 2006 года в интервью с японским журналом Famitsu разработчики игры объявили, что Данте не будет главным протагонистом Devil May Cry 4, и что его место займёт новый для серии персонаж, Неро. Руководитель проекта Хидэаки Ицуно позже заявил, что замена Данте на Неро в качестве главного героя игры была, к удивлению команды разработчиков, воспринята публикой положительно, в отличие от игры Metal Gear Solid 2: Sons of Liberty, где похожим образом главного героя предыдущих игр, Солида Снейка, заменили на нового персонажа, Райдена. В интервью с журналом Eurogamer, продюсер игры Хироюки Кобаяси заявил, что производительность игры будет одинаковой на всех трёх заявленных платформах, поскольку все версии разрабатываются одной и той же командой внутри Capcom. Когда Кобаяси спросили по поводу сложности игры в конкретных регионах (в североамериканской версии Devil May Cry 3 сложность была гораздо выше, чем в европейской и японской версиях игры), он ответил, что сложность игры будет одинаковой во всех региональных версиях игры. Выпуск игры сразу на несколько платформ вызвал негодование некоторых фанатов, которые обвинили Capcom в «предательстве», однако руководитель по стратегическому планированию и исследованиям Capcom Кристиан Свенссон заявил, что такой формат выпуска игр будет лучшим как для издателя, так и для обычных игроков.
Демо-версия игры вышла 24 января 2008 года для консолей, а для персональных компьютеров — 6 июня.

### Издания
Помимо обычного издания, Capcom выпустила также и коллекционное издание игры Devil May Cry 4. Самое полное издание получила Северная Америка. Devil May Cry 4 Collector’s Edition включала в себя диск с игрой, дополнительный диск с видеоматериалами о создании игры и диск с четырьмя сериями аниме по мотивам игры. Для европейского (в том числе и российского) рынка вышло другое коллекционное издание. Внутри металлического бокса находилась сама игра и красочный буклет под названием «Рисунки Дьявола» (англ. Art of Devil).

## Отзывы
| Сводный рейтинг       | Сводный рейтинг                           |
| Агрегатор             | Оценка                                    |
| --------------------- | ----------------------------------------- |
| GameRankings          | 84,13 % (PS3) 83,26 % (X360) 80,05 % (ПК) |
| Metacritic            | 84 % (X360) 78 % (ПК)                     |
| Иноязычные издания    |                                           |
| Издание               | Оценка                                    |
| 1UP.com               | A− (X360)                                 |
| Edge                  | 8/10                                      |
| Famitsu               | 35/40 (PS3)                               |
| Game Informer         | 9/10                                      |
| GameSpot              | 8/10 (ПК)                                 |
| GameSpy               | 4/5                                       |
| GameTrailers          | 8,6/10                                    |
| GameZone              | 9/10                                      |
| IGN                   | 8,7/10 (PS3) 8/10 (ПК)                    |
| OXM                   | 7,5/10                                    |
| Русскоязычные издания |                                           |
| Издание               | Оценка                                    |
| «Страна игр»          | 9,0/10 (PS3)                              |

Игра получила положительные отзывы от игроков и критиков после её выхода.

### Награды
Игра заняла второе место в номинации «Экшн года» (2008) журнала Игромания